# Holy Trinity, Micklegate

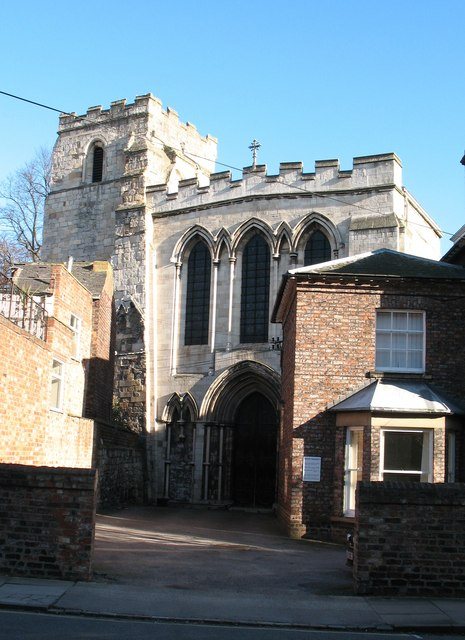
Holy Trinity, Micklegate

Lage von Holy Trinity, Micklegate

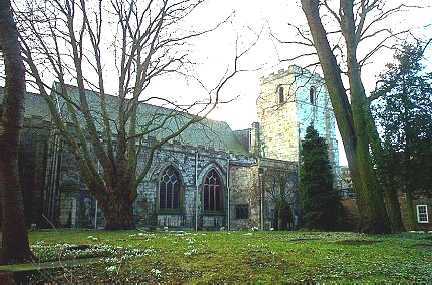
Holy Trinity, Micklegate

Die mittelalterliche Pfarrkirche Holy Trinity (heilige Dreifaltigkeit) in der Straße Micklegate in York, allgemein kurz als Holy Trinity, Micklegate bezeichnet, stammt hauptsächlich aus dem 12. und 13. Jahrhundert, geht jedoch auf ein wesentlich älteres Gebäude, möglicherweise noch vor dem 11. Jahrhundert errichtet, zurück. Die Kirche gehörte ursprünglich zur benediktinischen Holy Trinity Priory. Das Gebäude ist als Grade I Listed Building geschützt.

## Lage
Holy Trinity, Micklegate ist oben auf dem Hügel Micklegate Hill gelegen, zwischen der Trinity Lane und einer Reihe von Fachwerkhäusern. Der Kirchhof liegt etwas über Straßenniveau. Neben dem Tor zum Kirchhof befindet sich ein alter Block (Parish Stocks), in dem Straftäter des Ortes öffentlich eingeschlossen werden konnten.
Der frühere Klosterbezirk umfasste das gesamte Gebiet zwischen Micklegate, Trinity Lane, dem Friedhof von St Mary, Bishophill Junior und einer Straße entlang der Stadtmauer im Südosten. Von den Klosteranlagen sind oberirdisch keine Überreste zu sehen.

## Baugeschichte

### Vor 1066: Christ Church oder Alma Sophia?
Schon lange vor der Eroberung Englands durch die Normannen soll sich hier eine Klosteranlage mit Klosterkirche (Christ Church) befunden haben. Der Historiker Richard Morris vertritt die Auffassung, dass die Christ Church in Micklegate Teil einer großen anglischen Klosteranlage war, zu der auch die sagenhafte Kirche Alma Sophia gehörte, die laut dem englischen Gelehrten und Berater Karls des Großen Alkuin im Jahr 780 errichtet worden ist. Andere Historiker (z. B. in der Victoria County History von York) sind jedoch der Meinung, dass die Alma Sophia entweder niemals existiert hat und lediglich eine gedankliche Figur Alkuins war, oder dass es sich um eine Kirche gehandelt habe, die sich auf dem Gelände des heutigen Münsters befand.

### Um 1090: Holy Trinity Priory
Die Klosterkirche Christ Church gehörte zusammen mit den Münstern von York, Ripon, Beverley und Durham zu einer Gruppe von fünf nordenglischen Klosterkirchen, die von der Besteuerung befreit waren. Kirche und Klosteranlage, die im Domesday Book erwähnt sind, schenkte Ralph Paynell um 1090 an die Benediktinerabtei von Marmoutier bei Tours in Frankreich, deren Mönche daraufhin an diesem Ort ein Benediktinerkloster (Holy Trinity Priory) einrichteten. Wie sich bei archäologischen Grabungen im Jahr 1899 zeigte, ist die erste Kirche jedoch kurz nach der Schenkung durch einen Neubau ersetzt worden, der aus einem Haupthaus mit Querhaus und einem kleinen Chor bestand. Von diesem Bau sind die massiven westlichen Pfeiler der Vierung und die nordwestliche Ecke des Haupthauses bis heute erhalten. Das Kloster überlebte die Unterdrückung aller ausländischen Klosteranlagen durch Heinrich V. im Jahr 1414 und blieb bis 1538 erhalten.

### Nach dem Stadtbrand von York 1137
Das heutige Haupthaus mit seinen vier Jochen ist nach dem Brand, der im Jahr 1137 große Teile der Stadt York vernichtet hatte, Ende des 12. bis Anfang des 13. Jahrhunderts errichtet worden, wobei nicht gesichert ist, dass der Brand die Kirche selbst zerstört hatte. Aus derselben Zeit stammen Überreste des nördlichen Querhauses. Am nordwestlichen Ende des Grundrisses wurde 1453 ein (zweiter) Turm errichtet, 1459–66 ein neuer Altarraum. Die Kirche war zu dieser Zeit vermutlich auch Pfarrkirche einer St.-Nikolaus-Gemeinde; sie wird zu dieser Zeit in manchen Quellen auch als St. Nicholas bezeichnet. Auf diese St.-Nikolaus-Gemeinde soll der Bau des Nordwestturms zurückgehen.

### Auflösung des Klosters 1538
Nach der Reformation wurde das Benediktinerkloster aufgelöst und das Kirchengebäude war ab 1538 als Teil der Klosteranlage dem Verfall preisgegeben. Der Turm über der Vierung stürzte in der Folge im Jahr 1552 ein und zerstörte große Teile des Kirchenschiffs und des Chores, so dass schließlich im Jahr 1600 nur noch eine Ruine zurückblieb, die als Steinbruch für Reparaturen an der Ouse Bridge und den Stadtmauern diente.

### Wiederaufbau seit 1850
Ab 1850 wurde die Kirche nach und nach wieder aufgebaut. Der heutige Altarraum und die Sakristei wurden 1886–1887 angefügt, die Pforte auf der Nordseite und die Westfassade, die Stilelemente des Querhauses des York Minster aufgreift, kamen 1902–05 hinzu.

## Architektur
Das heute erhaltene Kirchengebäude besteht aus einem 5-jochigen Kirchenschiff. Im Inneren sind die ursprünglichen Arkaden mit Spitzbogen erhalten, die auf achteckigen Pfeilern von außergewöhnlichem Umfang ruhen. Drei schmale blinde Spitzbögen über der westlichsten Arkade auf der Nordseite sind vom ehemaligen Triforium erhalten. Von dem früheren nördlichen Querhaus sind ebenfalls noch Reste zu erkennen. An den erhaltenen hohen Pfeilern, die ehemals den zentralen Turm über der Vierung trugen, lässt sich ablesen, dass die Kirche ursprünglich wesentlich höher war. Die Glocken des massigen Nordwestturmes, der das Kirchenschiff nur wenig überragt, sind hinter rundbogigen Öffnungen zu erkennen.

## Innenausstattung
Die heutige Orgel stammt von 1964/65 und wurde von George G. Pave gebaut. Dagegen stammen der steinerne Altar und verschiedene ausgestellte Fragmente dekorativer Architektur sowie eine Darstellung der Dreifaltigkeit aus dem Mittelalter. Die Taufe stammt ursprünglich aus St Saviour, Saviourgate und weist zwei Datierungen (1717 und 1794) auf. In der Kirche sind auch zahlreiche Grabsteine und Gedenktafeln, die vom 13. Jahrhundert ausgehend bis ins 19. Jahrhundert hineinreichen. Darunter findet sich auch eine Tafel zum Gedenken an John Burton, verstorben 1771, der als Vorbild für die Figur des Dr. Slop in Laurence Sternes Roman Tristram Shandy diente.

## Glasfenster
Es sind keine mittelalterlichen Fenster in Holy Trinity erhalten. Die dekorativen Glasfenster im Altarraum und im Kirchenschiff stammen aus der Zeit zwischen 1850 und 1907, besonders bemerkenswert sind Fenster, deren Glasmalerei von Charles Eamer Kempe gestaltet wurde, der unter anderem auch das "R.W.B. Hornby memorial window" im York Minster geschaffen hat.

## Heutige Nutzung
Holy Trinity, Micklegate ist heute noch als Pfarrkirche in Benutzung. Die Gemeinden der benachbarten Kirchen St John und St Martin wurden in die Gemeinde von Holy Trinity integriert, nachdem diese beiden Kirchengebäude außer Dienst gestellt worden waren. Für Besucher stellt die interaktive Ausstellung Monks of Micklegate das Leben und die Geschichte der Benediktinermönche nach, die einst an dieser Stelle ihr Kloster errichtet hatten.